# Ваулиха
Ваулиха — деревня в Харовском районе Вологодской области.
Входит в состав Слободского сельского поселения, с точки зрения административно-территориального деления — в Слободской сельсовет.

## География
Расстояние по автодороге до районного центра Харовска — 59 км, до центра муниципального образования Арзубихи — 10 км. Ближайшие населённые пункты — Терешиха, Митиха, Халчиха, Красково, Мишутиха.

## Население
| 2010 |
| ---- |
| 3    |

### Историческая численность населения
По переписи 2002 года население — 4 человека.

## Инфраструктура
Личное подсобное хозяйство с зоной сельскохозяйственного использования, индивидуальная застройка усадебного типа.

## Транспорт
Автобусное сообщение с райцентром. Остановка общественного транспорта «Ваулиха». 